# Jeanne Bouvier
Pour les articles homonymes, voir Madame Guyon et Bouvier.
Jeanne Bouvier, née à Salaise-sur-Sanne (Isère) le 11 février 1865 et morte le 2 février 1953 à Neuilly-sur-Seine, est une autrice et militante syndicaliste et féministe française, initialement ouvrière chemisière-lingère.

## Biographie

### Jeunesse
Jeanne Bouvier est née le 11 février 1865 de Marcel Bouvier, chef d'équipe à Salaise-sur-Sanne, et de Louise Grenouiller, sans profession. La famille déménage à Saint-Rambert-d'Albon (Drôme), Jeanne est alors âgée de seize mois. Elle a une sœur, son frère meurt de la rougeole lorsqu'ils sont enfants. Durant son enfance elle aide sa mère aux travaux des champs et surtout à la garde des vaches, car ses parents se sont séparés. Son père fut également cheminot à la compagnie des chemins de fer de Paris à Lyon et à la Méditerranée, puis tonnelier.
À l'âge de dix ans, Jeanne est envoyée en pension dans un établissement religieux à Épinouze, elle y apprend notamment le catéchisme en vue de sa communion. Elle est très bonne élève.
Une année plus tard, la famille déménage à nouveau et s'installe à Saint-Symphorien-d'Ozon (Rhône). Jeanne devient ouvrière dans une fabrique de soie, la misère l'oblige aussi à réaliser des travaux au crochet.
La famille déménage à plusieurs reprises (dont Paris), Jeanne se spécialise dans le travail du textile (chapeaux, corsets) et le travail à domicile en soirée.

### Activités syndicales
Une des clientes de Jeanne, Madame Norat, est une fervente féministe qui lit La Fronde. Elle lui conseille de rejoindre le syndicat des couturières, lingères et parties similaires à la Bourse du travail. Malgré ses réticences, Jeanne s'inscrit puis commence à suivre les réunions du syndicat.
Les sujets abordés sont très politiques, tels que la grève générale, l'expropriation ou la suppression du salariat, elle avoue ne rien comprendre,. Cependant elle ne manque jamais à ses devoirs de syndiquée même en cas de grand surmenage, notamment parce qu'elle gagne suffisamment bien sa vie pour ne manquer de rien d'un point de vue matériel. Elle devient par la suite déléguée syndicale. En tant que déléguée de la CGT, elle assiste au premier congrès international du travail à domicile de 1910 à Bruxelles, puis elle travaille au Conseil supérieur du travail et à l'Office français du travail, postes qui lui permettent de faire adopter la loi du 10 juillet 1915 obligeant les patrons à respecter les salaires établis.
Elle est nommée conseillère technique au premier Congrès international des travailleuses lors de la première Conférence internationale du travail qui se tient à Washington du 28 octobre au 30 novembre 1919. Elle y est également présente en tant que déléguée.
Jeanne Bouvier est membre de la Commission de l'emploi des femmes avant et après l'accouchement. Elle participe à différents Congrès Internationaux des Travailleuses, notamment à celui de Genève en 1921.
De 1919 à 1935, elle est membre de la Commission paritaire des fonds de chômage.
En avril 1922, après 27 ans d'activité, elle est exclue de son syndicat et perd son emploi après avoir dénoncé le comportement de Léon Jouhaux, secrétaire de la C.G.T., pendant la tournée américaine de 1919.
Malgré cela, elle reste considérée comme une des rares ouvrières marquante du féminisme durant la IIIe République, grâce notamment à son rôle dans l'adoption de la loi sur le salaire des ouvrières à domicile en 1915. Les dernières années de sa vie sont consacrées à l'écriture de ses mémoires et autres livres sur les lingères, postières et femmes de la révolution, ainsi qu'à une activité d'historienne. En 1929, elle reçoit un prix de 5.000 francs de l'Académie des sciences morales et politiques.

## Œuvres
- Deux époques. Deux hommes. Les sauveurs de l'Économie nationale, Paris, Radot, 1927, 253 p.
- La Lingerie et les Lingères, Paris, Gaston Doin et Cie éditeurs, 1928, 392 p.
- Histoire des dames employées dans les postes, télégraphes et téléphones de 1714-1919, Paris-Saint-Amand, Presses universitaires de France, 1930, 359 p.
- Les Femmes pendant la Révolution. Leur action politique, sociale, économique, militaire, leur courage devant l'échafaud, Paris, Eugène Figuière, 1931, 348 p.
- Mes mémoires, ou 59 années d'activité industrielle, sociale et intellectuelle d'un ouvrière, Poitiers, l'Action intellectuelle, 1936, 187 p.

### Articles
- « La Femme et la Guerre », L'Humanité,‎ 19 mai 1919, p. 1 (lire en ligne, consulté le 21 octobre 2021)